# Billie Joe Armstrong
Billie Joe Armstrong (ur. 17 lutego 1972 w Oakland) – amerykański muzyk, kompozytor, wokalista i autor tekstów. Billie Joe Armstrong znany jest przede wszystkim z wieloletnich występów w zespole rockowym Green Day.
Występuje ponadto w zespołach Foxboro Hot Tubs, The Longshot i Pinhead Gunpowder. W latach 2003–2005 występował także w grupie The Network.

## Życiorys
Urodził się w Oakland jako najmłodszy z sześciorga rodzeństwa. Jego ojciec, Andrew (pochodzenia angielsko-włoskiego, zm. w 1982 na złośliwy nowotwór przełyku), był muzykiem jazzowym i kierowcą samochodów ciężarowych. Matka, Ollie (pochodzenia szkocko-holendersko-irlandzko-hinduskiego), była kelnerką w restauracji Rod’s Hickory Pit, w której Billie zaliczył debiutancki występ ze swoim pierwszym zespołem. Od piątego roku życia śpiewał okazjonalnie w szpitalach dla dzieci i domach spokojnej starości. W 1977, mając pięć lat, nagrał swój debiutancki singiel „Looking for Love”, napisany przez Marie Loise i Jamesa J. Fiatarone. Uczył się w Pinole Valley High School.
W 1987 wraz z perkusistą Johnem Kiffmeyerem i basistą Mikiem Dirntem założył grupę Green Day. Do 2012 nagrał wraz z grupą jedenaście albumów studyjnych odniósłszy międzynarodowy sukces komercyjny, sprzedając 75 mln płyt na całym świecie.
W 1991 powołał rockowy zespół Pinhead Gunpowder. Do 2008 formacja zarejestrowała dwa albumy studyjne oraz siedem minialbumów.
W 2003 wraz z członkami Green Day założył zespół The Network. Jedyna płyta tejże formacji pt. Money Money 2020 ukazała się we wrześniu 2003. W 2005 projekt został zarzucony.
W 2007, ponownie wraz z muzykami zespołu Green Day, utworzył formację Foxboro Hot Tubs, której został wokalistą. Na potrzeby zespołu przyjął przydomek Reverend Strychnine Twitch. Debiutancki album formacji, zatytułowany Stop Drop and Roll!!!, trafił do sprzedaży w 2008.
W latach późniejszych nawiązał współpracę z wokalistką jazzową Norah Jones. Nagrał z nią, wydany w 2013, album pt. Foreverly.

## Życie prywatne
2 lipca 1994 poślubił Adrienne Nesser. Mają dwóch synów: Joseph Marciano (ur. 28 lutego 1995) i Jakob Danger (ur. 12 września 1998).
Otwarcie mówi o swojej biseksualności. Przez wiele lat był wegetarianinem. Poza działalnością artystyczną jest także współwłaścicielem wytwórni muzycznej Adeline Records.

## Instrumentarium
- Gibson Memphis Billie Joe Armstrong ES-137[15]
- Gibson Les Paul Billie Joe Armstrong Junior[16]
- Gibson Les Paul Billie Joe Armstrong Junior Double Cut[16]
- Gibson Billie Joe Armstrong J-180[17]

## Dyskografia
Albumy
| Tytuł                        | Dane dot. albumu                                     | Pozycja na liście | Pozycja na liście | Pozycja na liście | Pozycja na liście | Pozycja na liście | Pozycja na liście | Pozycja na liście | Pozycja na liście |
| Tytuł                        | Dane dot. albumu                                     | USA               | CAN               | FRA               | AUT               | NLD               | CHE               | GER               | UK                |
| ---------------------------- | ---------------------------------------------------- | ----------------- | ----------------- | ----------------- | ----------------- | ----------------- | ----------------- | ----------------- | ----------------- |
| Foreverly (oraz Norah Jones) | - Data: 25 listopada 2013 - Wydawca: Reprise Records | 19                | 19                | 176               | 29                | 80                | 16                | 77                | 63                |

Inne
| Tytuł                                    | Rok  | Uwagi                                               | Źródło |
| ---------------------------------------- | ---- | --------------------------------------------------- | ------ |
| Penelope Houston – Eighteen Stories Down | 2003 | gościnnie gitara i śpiew w utworze „Corpus Christi” | [ 25 ] |
| Ryan Adams – Rock N Roll                 | 2003 | gościnnie śpiew w utworze „Do Miss America”         | [ 26 ] |

## Filmografia
| Tytuł                        | Rok  | Rola        | Uwagi                                                         | Źródło |
| ---------------------------- | ---- | ----------- | ------------------------------------------------------------- | ------ |
| „Mayor of the Sunset Strip”  | 2003 | jako on sam | film dokumentalny, reżyseria: George Hickenlooper             | [ 27 ] |
| „Punk’s Not Dead”            | 2007 | jako on sam | film dokumentalny, reżyseria: Susan Dynner                    | [ 28 ] |
| „Simpsonowie: Wersja kinowa” | 2007 | jako on sam | rola dubbingowana, film animowany, reżyseria: David Silverman | [ 29 ] |
| „40 lat minęło”              | 2012 | jako on sam | film fabularny, reżyseria: Judd Apatow                        | [ 30 ] |
| „Broadway Idiot”             | 2013 | jako on sam | film dokumentalny, reżyseria: Doug Hamilton                   | [ 31 ] |
| „Like Sunday, Like Rain”     | 2014 | jako Dennis | film fabularny, reżyseria: Frank Whaley                       | [ 32 ] |
| „Heart Like a Hand Grenade”  | 2015 | jako on sam | film dokumentalny, reżyseria: John Roecker                    | [ 33 ] |
| „Kryzys Perry’ego”           | 2016 | jako Perry  | film dramatyczny, reżyseria: Lee Kirk                         |        |

## Nagrody i wyróżnienia
| Rok  | Kategoria                        | Tytułem              | Nagroda                 | Nota |
| ---- | -------------------------------- | -------------------- | ----------------------- | ---- |
| 2001 | Znakomity wokalista płci męskiej | Billie Joe Armstrong | California Music Awards | Laur |
| 2001 | Znakomity autor piosenek         | Billie Joe Armstrong | California Music Awards | Laur |
| 2003 | Artysta roku                     | Billie Joe Armstrong | California Music Awards | Laur |
| 2003 | Najlepszy gitarzysta             | Billie Joe Armstrong | California Music Awards | Laur |